# 캐번 클럽
캐번 클럽(Cavern Club)은 잉글랜드 리버풀 매슈 가 10번지에 위치한 클럽으로 비틀즈가 초기에 주로 활동했던 곳이다.
캐번 클럽은 원래 1957년 1월 16일 수요일 재즈 클럽으로 문을 열었지만, 향후 1960년대 리버풀 로큰롤 씬의 중심지가 된다. 캐번 클럽은 1973년 폐점하였고 머지레일의 지하 노선 건설 현장이 되었다. 포커스라는 밴드가 원래 캐번 클럽에서 공연한 마지막 밴드다. 캐번 클럽은 1984년 4월 26일 원래 벽돌 설계도에 맞추어 재건 및 재개장했다.

## 역사

### 개업 초기
캐번 클럽은 파리의 재즈 클럽 밀집 지역에서 영감을 얻은 앨런 시트너가 개업했다. 파리의 재즈 클럽 밀집 지역에서는 지하실을 이용한 많은 클럽이 영업하고 있었다. 시트너는 리버풀로 돌아가면 파리의 재즈 클럽, 르 꺄보 드 라 위셰뜨와 같은 클럽을 개업하려고 생각했고 곧 자신의 이상에 맞는 터널과 아치형의 지하실을 찾아냈다. 이 지하실은 제2차 세계 대전 중에 방공호로 사용되었던 것이었다. 1957년 1월 16일 개업 후 여기에서 처음 연주한 것은 머지시피(the Merseysippi)라는 지역의 재즈 밴드였다. 지역의 상업 아티스트 코디 부스가 오프닝 나이트의 포스터 제작을 담당했고, 곧 있어 비틀즈의 오리지널 포스터 제작에 참여한다.
재즈 클럽으로 개업한 캐번 클럽은 이내 스키플 밴드의 온상이 되었다. 한편, 시트너의 아버지 조지프 시트너(Dr. Joseph Sytner)와 나이젤 월리는 함께 골프를 했다. 나이젤 월리는 그에게 아들이 경영하는 캐번 클럽에 쿼리맨을 출연시켜 달라고 부탁했다. 월리는 15세에 프로 골프 수업을 위해 학교를 중퇴했으며 쿼리맨의 차상자 베이스를 담당하고 있었다. 시트너는 밴드가 골프장에서 연주하고 재능을 가늠해 보는 것을 우선 제안했다. 골프장에서의 공연 1주일 후, 시트너는 월리에게 전화하여 1957년 8월 7일 두 개의 재즈 밴드의 연주 막간에 쿼리맨의 출연을 약속했다.
당시 캐번 클럽에서 스키플의 연주는 허용되고 있었지만, 로큰롤의 연주는 논외로 간주되어 있어 연주 전에 쿼리맨의 멤버간에 연주 곡목에 대한 논의가 이루어졌다. 첫 번째 곡은 스키플을 연주했지만, 존 레논이 멤버를 향해 다음으로 엘비스 프레슬리의 〈Don't Be Cruel〉를 하자고 제안했다. 밴조 담당 로드 데이비스는 "관객들에게 산 채로 먹힐 거야"라고 경고했지만, 레논은 무시하고 노래를 시작하면서 다른 멤버도 따라 연주하게 강요했다. 반 정도 연주했을 무렵 관객을 헤치고 레논에게 다가온 시트너는 그에게 "망할 록 따위는 집어치워!"라고 쓴 메모를 전달했다. 폴 매카트니가 쿼리맨에 가입하고 처음 캐번 클럽에서 연주한 것은 1958년 1월 24일이었다. 또한 조지 해리슨의 첫 출연은 1961년 2월 9일 점심 시간 세션이었다.
시트너는 캐번 클럽을 1959년에 레이 맥폴에게 매각하고 런던으로 이사했다. 1960년대 초에는 블루스와 비트 음악 밴드가 캐번 클럽에 정기적으로 출연하게 되었다. 먼저 여기에서 개최된 비트 음악의 스테이지 (Beat night)는 1960년 5월 25일에 열렸으며, 아직 링고 스타가 드러머로 재직하던 로리 스톰 앤 더 허리케인도 연주했다. 1961년 초에는 현지 DJ 밥 울러가 상주 MC 겸 점심 세션의 책임자가 되었다. 비틀즈의 캐번 클럽에서의 첫 출연은 1961년 2월 9일이었다. 향후 비틀즈의 매니저가 되고, 밴드의 첫 번째 음반 계약을 관할한 브라이언 엡스타인이 여기에 밴드의 연주를 처음 목도한 날은 1961년 11월 9일이었다. 비틀즈에 감화된 엡스타인은 그들의 매니저 직을 맡게 되었다.

### 비틀즈와 다른 출연자
1961년 2월 9일, 캐번 클럽에서의 첫 출연 때 비틀즈는 이미 서독 함부르크의 인드라와 카이저스캘러라는 클럽에서의 출연을 마치고 리버풀에 돌아온 무렵이었다. 그들의 무대의 스타일은 크게 변화하고 있으며, 그들의 출연이 결정된 것도 아직 함부르크에 있을 때의 일이었기 때문에 그들이 독일 밴드라고 착각하는 청중도 있었다. 1961년부터 1963년까지 사이에 비틀즈는 캐번 클럽에 292회 출연하였고, 마지막 출연은 1963년 8월 3일이며, 〈She Loves You〉 앨범 발표 1개월 뒤에다 첫 미국 공연 6개월 전의 일이었다. 그 무렵에는 이미 비틀마니아라는 그들의 열광적인 팬을 가리키는 신조어가 탄생 및 영국 전역에서 사용되기 시작하고, 비틀즈를 보고 싶어하는 소녀들이 비명을 지르는 소동이 빈번이 있었다. 따라서 존, 폴, 조지, 링고 4명은 출연시에는 몰래 숨어 출입해야 했으며 캐번 클럽 같은 작은 클럽에서 청중의 요구에 부응할 수 없게 되었다.
1963년 8월 3일 비틀즈의 캐번 클럽에서의 마지막 출연 후 밥 울러는 비틀즈의 출연 시간대를 현지 알앤비 밴드 마스터 사운드(the Mastersounds)에 할당했다. 비틀즈가 캐번 클럽 출연을 마친 무렵에는 이미 EMI의 팔로폰 레이블의 녹음 프로듀서 조지 마틴과 음반 계약을 맺고 있었다. 이런 리버풀과 맨체스터의 음악 업계의 활발한 움직임은 그때까지 런던에서 떨어진 지역에서 활동하지 않은 녹음 프로듀서들의 눈을 영국 북부 지역에 향하게 했다. 그 후 10년간 캐번 클럽에 다른 많은 유명 아티스트들이 출연했다. 그 가운데는 롤링 스톤즈와 야드버즈, 홀리스, 킹크스, 엘튼 존, 퀸 , 더 후, 존 리 후커 등이 있다. 아직 무명 시절이던 실라 블랙도 여기에 휴대품 보관원으로 일했다. 캐번 클럽은 1973년 3월에 폐점, 머지 사이드 관할 철도 회사 머지 레일의 지하 노선 건설 현장이 되었다. 폐점 며칠 전에 여기에서 마지막으로 연주한 것은 네덜란드의 밴드, 포커스였다.

### 현재

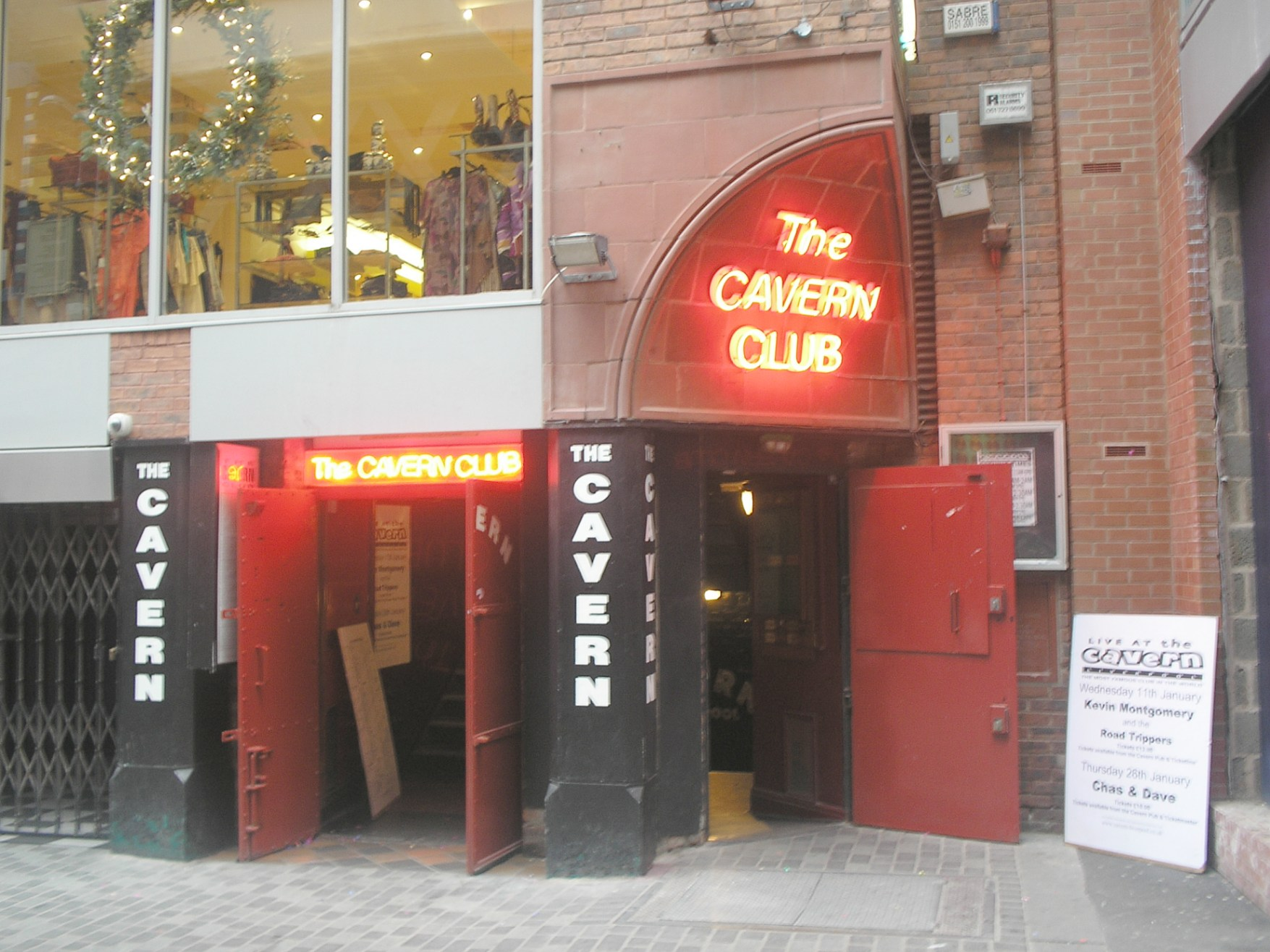
새로 개업한 캐번 클럽의 외관, 2006년 1월 촬영

1984년 4월에 클럽의 소유권을 리버풀 FC의 축구 선수 토미 스미스가 취득했다. 클럽은 개업 당시의 벽돌을 이용하여 재건되었다. 새로운 디자인도 가능한 한 개업 당시의 그것과 매우 유사하게 만들어졌다. 그러나 당시에는 리버풀 안팎에서 경제적, 정치적으로도 큰 변화가 있었다 어려운 시기에 재개한 클럽도 경제적으로 압박되어 1989년까지 밖에 가지 못했다. 1991년 학교 교원 빌 헥클(Bill Heckle)와 택시 운전사의 데이브 존스(Dave Jones)의 2명이 캐번 클럽을 재개시켰다. 친구 사이인 그들은 오늘까지도 클럽의 영업을 계속하고 있으며, 캐번 클럽의 역사에서 가장 오래 소유자이다. 세계적으로 유명한 관광지가 되었다 하더라도, 캐번 클럽은 일차적으로 음악 클럽이라는 그 본질은 변하지 않았다. 그러나 연주되는 음악에 대한 정책은 60년대부터 90년대 사이의 전형적인 팝에서 인디와 최신 히트곡까지 연대하여 변화를 계속하고 있다.
1999년 12월 14일 비틀즈의 폴 매카트니가 그해 발표한 자신의 앨범 《Run Devil Run》의 프로모션을 겸한 투어 공연의 마지막 공연을 새로 개업한 캐번 클럽에서 열었다. 현재 캐번 클럽에서 연주하는 밴드는 대부분이 자신들의 오리지널 곡을 연주하는 밴드이지만, 안에는 트리뷰트 밴드도 있고, 일주일에 맞춰 약 40팀이 출연하고 있다. 클럽의 뒷방에서 투어 공연의 무대와 유료 이벤트가 자주 개최되고 있으며, 최근에는 더 원티드와 아델, 제시 제이도 출연하고있다. 또한 워밍업 공연이 개최일 직전까지 발표되지 않은 비밀 라이브로 진행되는 장소이기도 하다. 이런 식으로는 2005년 10월에 악틱 몽키스가, 2013년 11월에 제이크 버그가 각각 공연을 하고 있으며, 그들 이전에 트래비스, 오아시스도 같은 공연을 하고 있다.
클럽의 앞쪽 방은 관광 명소가 되었으며, 관광객은 여기서 연주한 출연자들의 이름이 뒤의 벽에 쓰여진 유명 무대에서 사진을 찍을 수도 있다. 이 방은 매주 월요일부터 목요일까지는 오후 2시부터 자정까지, 금요일부터 일요일까지는 오후 12시부터 폐점 시간까지 라이브가 개최되고 있다. 2005년 11월부터 2007년 9월 사이 이 방에서는 캐번 쇼케이스(the Cavern Showcase)라는 이벤트가 개최되었다. 이는 1960년대에 활약한 킹사이즈 테일러(Kingsize Taylor)와 그의 아내 마가렛(Marga), 그리고 그들의 절친 웨스 폴에 의해 주최된 것으로, 매주 일요일 더 모조와 디 언더 테이커스 등 1960년대에 머지 사이드 관할에서 활약한 밴드의 라이브 연주를 관람할 수 있었다.
2008년 11월 성범죄로 복역한 뮤지션의 이름이 들어간 벽돌을 철거하는 캠페인에 따라 게리 글리터와 조나단 킹의 이름이 들어간 벽돌이 철거되었다. 2017년 캐번의 60주년을 기념하여 1년에 걸쳐 축하 이벤트가 마련되었다. 캐번 측에서는 개업 당시 오리지널 포스터와 사인을 디자인한 토니 부스를 초빙하여 클럽에서 공연한 적이 있는 공연자들의 이름이 그려진 60주년 기념 포스터를 제작했다. 같은 해 실라 블랙의 동상이 그의 아들에 의해 개업 당시 캐번의 자리 출구에 세워졌다.

## 헌정

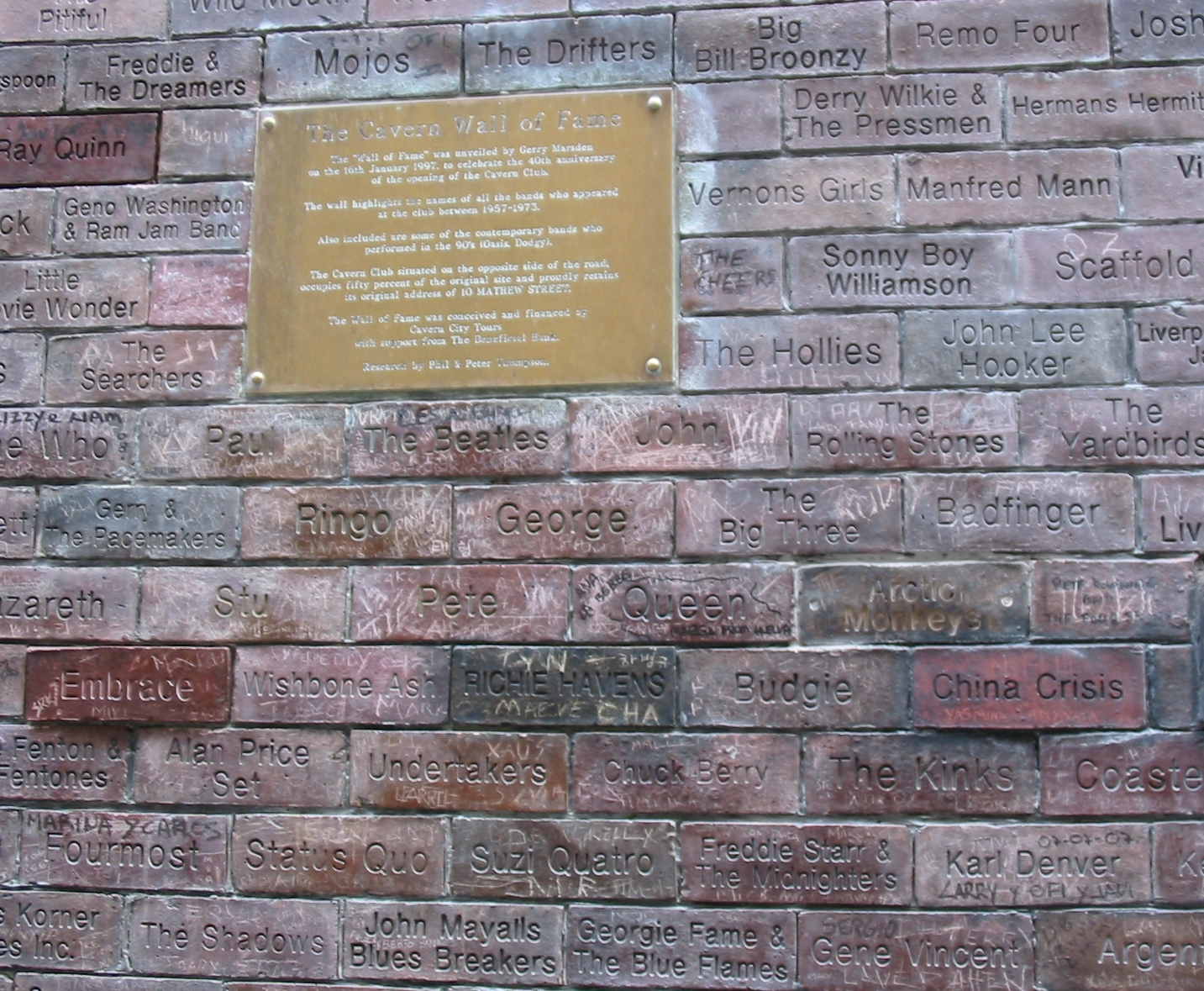
캐번 펍 외벽에 있는 캐번 명예의 벽.

캐번 클럽을 모델로 한 클럽은 미국 텍사스의 달라스, 아르헨티나의 부에노스아이레스, 도쿄, 호주의 애들레이드, 뉴질랜드의 웰링턴, 코스타 테기세. 2007년 영화 《어 크로스 더 유니버스》는 비틀즈 트리뷰트 영화다. 첫 장면은 실제로 캐번 클럽에서 촬영 되었음에도 불구하고 셀클럽의 이름은 영화 속에서 언급되어 있지 않다. 존 레논의 전기 영화 《인 히즈 라이브: 더 존 레논 스토리》와 《노웨어 보이》에서 카메오로 등장한다.
미국에서는 하드락 카페 체인이 캐번 클럽의 이름을 상표로 등록하였다. 1991년 보스턴에 개점한 이 하드 록 카페는 캐번 클럽을 본뜬 벽돌 지하실을 갖추고 있으며, 현지 밴드가 연주하는 무대도 병설되어 있었다. 2006년에 이 점포는 이전하고 거기에 캐번 클럽이라고 칭하는 라이브 회장이 병설되어 있었지만, 리버풀 캐번 클럽과 유사점이 거의 없어졌다. 2014년 하드 록 카페는 캐번 클럽의 명칭 사용 금지 소송을 당했다.

## 참고 문헌
- Spitz, Bob (2005). 《The Beatles: The Biography》. Little Brown & Company. ISBN [[Special:BookSources/978-0-316-80352-6 (2005) / ISBN 978-0-7394-6966-8 (2005) / ISBN 978-0-316-03167-7 (eBook in 2012)|978-0-316-80352-6 (2005) / '"`UNIQ--templatestyles-0000000E-QINU`"'[[국제 표준 도서 번호|ISBN]]&nbsp;[[Special:BookSources/978-0-7394-6966-8 |978-0-7394-6966-8]] (2005) / '"`UNIQ--templatestyles-0000000F-QINU`"'[[국제 표준 도서 번호|ISBN]]&nbsp;[[Special:BookSources/978-0-316-03167-7 |978-0-316-03167-7]] (eBook in 2012)]] |isbn= 값 확인 필요: invalid character (도움말). |ISBN=에 templatestyles stripmarker가 있음(위치 28) (도움말)
- 브라이언, 사우널 (2014). 《The Beatles in 100 Objects》 [비틀즈 100]. 아트북스. ISBN 978-89-6196-172-1. 2017년 4월 25일에 확인함.
- 비틀즈 (2010). 《The Beatles Anthology》 [비틀즈 앤솔로지]. 오픈하우스. ISBN 978-89-93824-44-5. 2016년 11월 23일에 원본 문서에서 보존된 문서. 2017년 4월 25일에 확인함.